# Carasobarbus chantrei
Carasobarbus chantrei är en fiskart som först beskrevs av Sauvage 1882.  Carasobarbus chantrei ingår i släktet Carasobarbus och familjen karpfiskar. IUCN kategoriserar arten globalt som starkt hotad. Inga underarter finns listade.